# Fiat 900

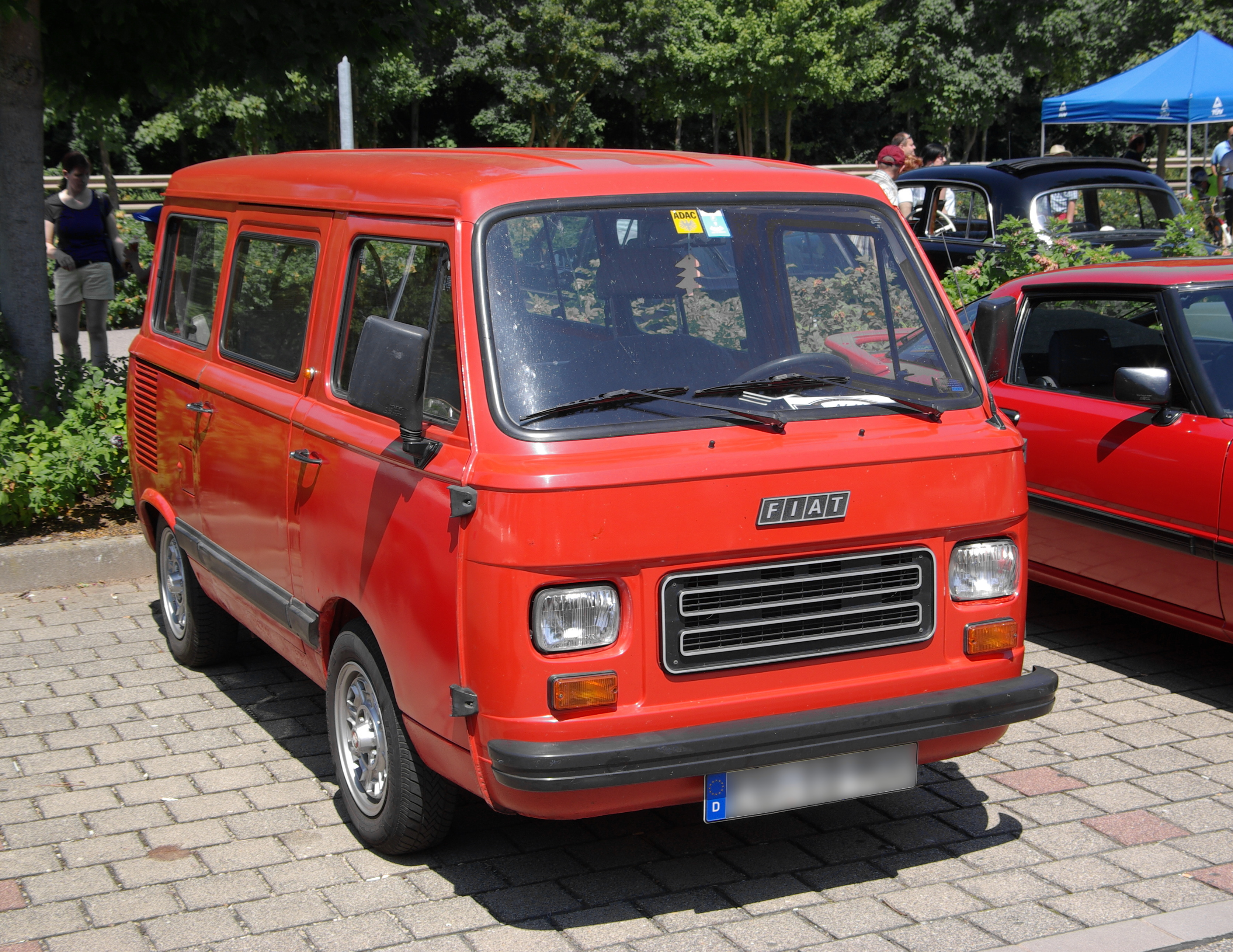
Fiat 900 E (1983)

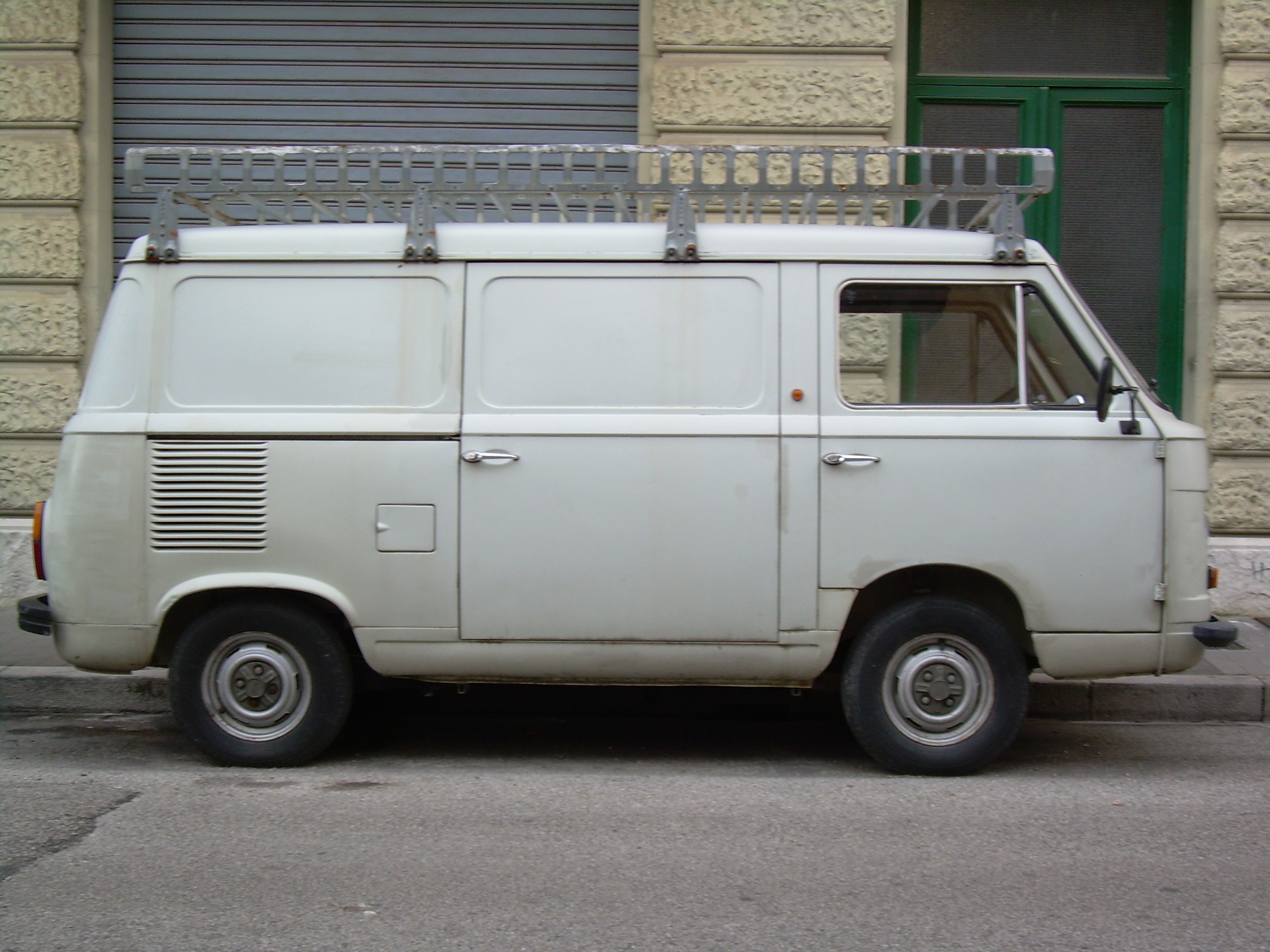
Fiat 900 T, 2. Modellreihe

Der Fiat 900 ist ein kompakter Kleintransporter mit Heckmotor, der 1971 von Fiat als Nachfolger des Fiat 850 T vorgestellt und als 6-sitziger Kleinbus (Familiare) und als Lieferwagen (Furgone) gebaut wurde. Im Nutzfahrzeug-Angebot von Fiat war er seinerzeit als kleinster Transporter unterhalb des Fiat 238 angesiedelt.

## Geschichte
Der Fiat 900 ist ein Nachfolgemodell des Multipla, der eine verlängerte Familiare-Version des Fiat 600 war. Fiat entdeckte schon in den 1950er Jahren den Kleintransportermarkt für sich und entwickelte den 600 T, wobei T für Trasporto (dt.: „Transport“) steht. Fiat bot den 600 T auch als Kleinbus an, übersprang in den 1960ern die 700er T-Seriennummer und entwickelte den 850 T. Diese Entwicklung basierte auf dem Fiat 850 und übernahm dessen Antriebskonzept mit Heckmotor und Heckantrieb. Der Fiat 900 hatte eine selbsttragende Karosserie.
Mitte der 1970er-Jahre führte Fiat einen Motor mit 903 cm³ ein, die Modellbezeichnung änderte sich entsprechend in 900 T. Auch äußerlich gab es mit einer kantigeren Formgestaltung und weniger Chrom Änderungen. Der 900 T hatte den gleichen Motor, der auch im Fiat 127 eingesetzt wurde: einen 4-Zylinder-Reihenmotor mit 903 cm³, jedoch mit nur 35 PS (26 kW). Allerdings ist der Motor, wie beim Vorgänger, hinten eingebaut. Des Weiteren ergibt sich daraus eine umgekehrte Drehrichtung des Motors (linksherum drehend in Richtung Kupplung gesehen) gegenüber den Frontmotorapplikationen desselben Motors wie z. B. im 127, A112, Uno oder in frühen Fiat Pandas (rechtsherum drehend), eine Eigenart, die sich der 900 T mit dem Fiat 850 teilt. 
Die Nutzmasse des nur 3730 mm langen Kastenwagens mit 2000 mm Radstand betrug 600 kg und die Leermasse 910 kg. Der Stauraum fasste 2,65 m³, wobei es noch eine Variante mit höherem Dach und 3,0 m³ gab. Mit 460 mm lag die Laderaumhöhe für einen Kleintransporter recht niedrig. Angeboten wurden insgesamt 16 Karosserievariationen: wahlweise mit Hochdach, Klapp- und Schiebetüren, als Kombibus und als Luxusbus; es gab sogar auf Wunsch ein nacktes Fahrgestell ohne Karosserie. Die bekannteste Variante ist der Typ Eiswagen. Der ungewöhnliche Karosserieaufbau entstand in den Niederlanden in Handarbeit aus Glasfaserkunststoff. Davon existieren noch heute eine Handvoll in Europa.

### 900T elettrico
Im Oktober 1979 stellte Fiat eine Elektroversion des 900T vor. Der Wagen wurde in Zusammenarbeit mit ENEL entwickelt und hatte eine Batteriekapazität von 135 Ah. Die Batterien waren unter dem Boden zwischen den Achsen platziert und konnten zum Laden leicht herausgezogen werden. Mit seinem 14 kW-Motor konnte der elektrische 900T eine Höchstgeschwindigkeit von 60 km/h erreichen. Im Stadtverkehr betrug die Reichweite 55 km, bei einer konstanten Geschwindigkeit von 50 km/h betrug die Reichweite 80 km. Das Ladevolumen entsprach dem der Benzinversion, allerdings war der Ladeboden nun völlig flach. Das Gesamtgewicht des Elektrotransporters bei voller Belastung betrug 1857 kg. Ein Jahr später wurde eine verbesserte Version präsentiert, unter anderem mit einem integrierten Ladegerät.

### 900E
1980 wurde die Version T aufgepeppt, unter anderem mit einer neuen Innenausstattung (teilweise von den hauseigenen Modell-Konkurrenten Fiorino und 238er) und mit elektronischer Zündbox. Dafür zierte nun ein E das Heck. Es gab eine Luxusversion mit dem Namen Panorama, in einigen Märkten wurde diese als Pandora verkauft. Mit 14.800 DM war sie rund 4.000 DM teurer als das Basismodell. Diese Luxusversion war in den 1970er-Jahren und vor allem in Italien als Hotelshuttle sehr beliebt.
Im Jahr 1981 wurde der Bus ohne Nachfolger eingestellt. Der Transporter überlebte den Einzug japanischer Konkurrenz nur kurz. Suzuki führte als erster fernöstlicher Hersteller Anfang der 1980er-Jahre mit dem Carry einen Kleintransporter auf dem europäischen Markt ein, der dem 900er preislich massiv Konkurrenz bot. Fiat hielt dem Druck nicht lange stand und stellte die Produktion von Kleintransportern 1986 ein. Auch der österreichische Lizenznehmer Steyr stellte bald die Produktion ein.
Bis zum Beginn des Balkankrieges 1989 hat der langjährige jugoslawische Fiat-Lizenznehmer Zastava den Wagen als Zastava 900 AK noch weitergebaut. Die Automobilfabrik in Kragujevac gab die gesamte Produktionslinie in die Türkei an den dortigen Fiat-Partner Tofaş ab. Bis in die 1990er-Jahre hinein wurde dort der 900er noch weitergebaut, bevor er von aktuellen Modellen abgelöst wurde.